# تيد ديكستر
تيد ديكستر هو لاعب كريكت وسياسي بريطاني، ولد في 15 مايو 1935 في ميلانو في إيطاليا. نشط حزبياً في حزب المحافظين.

## وصلات خارجية
- تيد ديكستر على موقع إي آس بي آن كريك إنفو (الإنجليزية)